# Björn Karlström
Ivar Torbjörn (Björn) Karlström, född 26 mars 1921 i Överluleå, Norrbottens län, död 9 februari 2006 i Bromma, var en svensk tecknare, serieskapare,  och en av pionjärerna när det gäller svenska äventyrsserier.
Efter studier på Konstfack gjorde Karlström verkstadspraktik hos flygplansmästare Gösta Wettergren och efter sin värnplikt fick han jobb hos Algas konstförlag som serietecknare, men slutade efter ett år och blev frilans.
Karlström var främst känd för sina ritningar av Flygvapnets olika flygplanstyper. Ritningarna har getts ut i bokform. Han tilldelades Söderbergplaketten av Svensk Flyghistorisk Förening 1976.
Under 1960-talet föreslog Björn Karlström att Saab skulle utveckla en ny tvåsitsig sportbil med en tvåtaktsmotor, nu en coupé istället för en cabriolet. Detta blev Saab Sonett II som Karlström även formgav. Han skulle också komma att formge lastbilar åt Scania-Vabis. Inom industridesign formgav han även mopeder och utombordsmotorer 1952–1965 t.ex. Crescent Skoterett, Monark Topper och Crescent 2000.
Karlström debuterade som serietecknare 1941 i tidningen Flygning med serien Jan Winter. Förutom denna skapade Karlström ytterligare ett tiotal serier i tidningar som Vecko-Revyn, Året Runt och Levande Livet. I Teknikens Värld publicerades rymdserien Leo Falk, ifrån vilken ett flertal original köptes in av Nationalmuseum 1979  och samma serie återuppstod sedan 1982 i Svenska Dagbladet. Karlström skapade även två serieversioner av Biggles (en på 1940-talet och en på 1970-talet) och den svenska science fiction-serien Johnny Wiking. Han tecknade även Dotty Virvelvind, den första svenska superhjälteserien.
1981 tilldelades Karlström utmärkelsen Diplome Paul Tissander. Priset delas ut av internationella flygorganisationen FAI och är "något av flygets Nobelpris". Karlström har även tilldelats Kungliga Svenska aeroklubbens guldmedalj. Han är gravsatt i minneslunden på Bromma kyrkogård.